# Плотичне-Оселя
Плотичне-Оселя (пол. Płociczno-Osiedle) — населений пункт у Польщі, у Підляському воєводстві, у Сувальському повіті, у гміні Сувалки.
У міжвоєнний час у селі існувала чисельна колонія колишніх вояків Армії УНР.

## Пам'ятки
- Лісова вузькоколійна залізниця, 1923—1926.